# Canariomys tamarani
Canariomys tamarani is een uitgestorven knaagdier uit het geslacht Canariomys dat voorkwam op Gran Canaria in de Canarische Eilanden. Van deze soort zijn fossielen bekend uit het Holoceen, tot ongeveer 130 v.Chr. Het was een grote, op de grond levende, plantenetende rat. Mogelijk is hij niet verwant aan zijn geslachtsgenoot C. bravoi uit Tenerife, maar aan Arvicanthis en Rattus.